# Bruna de Paula
Bruna Aparecida Almeida de Paula (* 26. September 1996 in Campestre) ist eine brasilianische Handballspielerin, die dem Kader der brasilianischen Nationalmannschaft angehört.

## Karriere

### Im Verein
Bruna de Paula begann das Handballspielen im Alter von zehn Jahren an einer brasilianischen Schule. Als 14-Jährige wechselte sie erst nach Juiz de Fora und schloss sich später São José dos Campos an. Im Jahr 2016 wechselte die Rückraumspielerin zum französischen Erstligisten CJF Fleury Loiret Handball. Dort entwickelte sie sich zur Führungsspielerin. Ihre Entwicklung bei Fleury gipfelte in der Spielzeit 2019/20, als sie zum MVP der französischen Liga gewählt wurde. Anschließend wechselte Bruna de Paula zum Ligakonkurrenten Nantes Atlantique Handball. Als MVP des Final Fours  der EHF European League 2020/21 führte sie ihre Mannschaft zum Europapokalgewinn. Zusätzlich wurde Bruna de Paula mit 68 Treffern Torschützenkönigin des Wettbewerbs. Zur Saison 2021/22 wechselte sie zum französischen Rekordmeister Metz Handball. Mit Metz gewann sie 2022 und 2023 die französische Meisterschaft sowie 2022 und 2023 den französischen Pokal.
Bruna de Paula steht seit der Saison 2023/24 beim ungarischen Erstligisten Győri ETO KC unter Vertrag. Mit Győri ETO KC gewann sie 2025 die ungarische Meisterschaft sowie 2024 und 2025 die EHF Champions League.

### In der Nationalmannschaft
Bruna de Paula gehörte dem Kader der brasilianischen Jugend- und Juniorinnennationalmannschaft an. Mit diesen Auswahlmannschaften nahm sie an der U-18-Weltmeisterschaft 2014, an den Olympischen Jugend-Sommerspielen 2014 und an der U-20-Weltmeisterschaft 2016 teil.
Ihre erste Turnierteilnahme mit der brasilianische A-Nationalmannschaft war bei der Weltmeisterschaft 2015. Im Turnierverlauf erzielte sie einen Treffer. Ihren ersten Titel mit Brasilien gewann sie bei der Panamerikameisterschaft 2017. Zwei Jahre später nahm Bruna de Paula mit der brasilianische Auswahl an den 18. Panamerikanischen Spielen teil, bei denen sie ebenfalls die Goldmedaille gewann. Bruna de Paula nahm an den Olympischen Spielen in Tokio teil. 2023 gewann sie eine weitere Goldmedaille bei den Panamerikanischen Spielen. Bei der Weltmeisterschaft 2023, in deren Verlauf sie 26 Treffer erzielte, belegte sie mit Brasilien den neunten Platz. Bei den Olympischen Spielen 2024 in Paris erzielte sie mit 24 Treffern die meisten Tore für die brasilianische Auswahl.

## Privatleben
De Paula ist mit ihrer Mannschaftskollegin bei Győri ETO KC, der ungarischen Handballspielerin Csenge Fodor liiert.